# آر تی اف ام
آر تی اف ام یا RTFM، مخففی از کلمات عبارت read the fucking manual و به معنی «بخوان آن راهنمای لعنتی را» است. این اصطلاح به‌طور معمول در پاسخ به سؤالی گفته می‌شود که می‌توان جواب آن را به راحتی در دفترچهٔ راهنمای محصول یا مستندات آن یافت.
هنگام بیانِ پالایش‌شده‌تر متنِ این اصطلاح، به‌جای واژهٔ «لعنتی» از کلمات دیگری که در زبان انگلیسی با حرف «اِف» شروع می‌شوند نیز استفاده می‌شود و عباراتی نظیر «بخوان آن راهنمای ترسناک را»، «بخوان آن راهنمای آتشین را»، «بخوان آن راهنمای خوب را»، «بخوان آن راهنمای دوستانه را»، «بخوان آن راهنمای کارخانه را» یا «بخوان آن راهنمای [مکث/سکوت] را» جایگزین آن می‌شود.

## منشأهای احتمالی
این مخفف در سال ۱۹۷۹ به‌صورت چاپ‌شده در فهرست مطالب راهنمای کاربر LINPACK به‌شکل «.R.T.F.M -ناشناس» نمایان شد که نشان از جاافتادن این اصطلاح از قبل از آن می‌دهد. پس از آن کلیف مولر افشا کرده‌است که ملاقات وی در جریان توسعهٔ MATLAB، با ند هاوزر، مدیر نرم‌افزاری تک‌ترونیکس، طی بازدیدی که از آزمایشگاه ملی آرگون انجام شد، منجر به این نقل قول ناشناس شده‌است.
جان بیر در کتاب سال ۱۹۸۳ خود، تحت عنوان ۱۶۶ چیزی که ای‌کاش قبل از خریدن اولین رایانه‌ام می‌دانستم! نویسنده، شنیده‌شدن این اصطلاح را از کارمندان یک فروشگاه کامپیوتر ذکر می‌کند: آر اِف وای اِم («بخوان آن راهنمای لعنتی‌ات را»).

## لیست ابتکارات مشابه
- RTBM («بخوان آن راهنمای خونین را»). در بعضی از کشورها، به عنوان مثال، انگلیس و استرالیا، این یک گزینهٔ جایگزین مؤدبانه تر و با معنای یکسان است[۴]
- RTFA («بخوان آن مقالهٔ لعنتی/ برجسته را»)
- RTDA («بخوان آن مقاله منحوس را»)
- RTDM («بخوان آن منوی منحوس را»)
- RTDM («بخوان آن راهنمای منحوس را»)
- WABM («یک راهنمای بهتر بنویسید»). پاسخ کسی که از خوب نوشته نشدن دفترچهٔ راهنما شکایت دارد.[۵]
- RTFE («بخوان آن خطای لعنتی را»)
- RTFM41 («بخوان آن راهنمای لعنتی را برای یک دفعه هم که شده»)
- RTFW («بخوان آن ویکی لعنتی را»)
- RTFS («بخوان آن استاندارد/کد منبع لعنتی را»)[۶]
- RTFB («بخوان ان دودویی لعنتی را»)[۷]
- RTFQ («بخوان آن سؤال لعنتی را»)
- RTMS («بخوان آن راهنما را، نادان»)
- STFW («جستجو کن آن وب لعنتی را»)
- GIYF («گوگل دوست شماست»)
- DYOR («به سهم خود تحقیق کنید»)
- LMGTFY («بگذارید آن را برای شما گوگل کنم»)